# Raffaello Morghen
Pour l’article homonyme, voir Raffaello Morghen (historien).
Raffaello Morghen ou Raffaelo Morghen, né à Portici le 19 juin 1758 et mort à Florence le 8 avril 1833, est un graveur italien de la fin du XVIIIe siècle et du début du XIXe siècle.

## Biographie
Fils de Filippo Morghen, graveur florentin d'origine allemande, parti à Naples sur l'invitation de Charles de Bourbon, Raffaello devient l'élève d'abord de son père et de son oncle Giovanni, puis, à Rome en 1779, de Giovanni Volpato, dont le protecteur est l'ambassadeur Girolamo Zulian, passionné d'art, qui l'héberge au palazzo Venezia avec Antonio Canova. 
Raffaello épouse la fille de son maître, puis il visite Naples en 1790. La cour lui offre un salaire de 600  ducats, qu'il décline, et ensuite, en 1793, il accepte l'invitation de Ferdinand III de Toscane pour vivre à Florence et en 1794, il part s'installer dans la ville pour enseigner la technique de la gravure sur bois à l'Académie du dessin de Florence, où étudient les sculpteurs Lorenzo Bartolini et Giovanni Duprè.
Il reproduit les fresques du Vatican de Raphaël et la Cène de Léonard de Vinci.
À sa mort, il est enterré dans l'église San Martino a Montughi et, dans la nef gauche de Santa Croce de Florence, se trouve le cénotaphe élevé en son honneur par Odoardo Fantacchiotti en 1854, financé par ses anciens élèves.

## Œuvres
- Poésie et Théologie, d'après Raphaël
- Aurora, d'après L'Aurore, de Guido Reni, fresque du plafond du palais Parravicini Rospigliosi (1613–1614, Rome), 281 × 700 cm
- Transfiguration, d'après Raphaël, commencé en 1795 (finie en 1812 à la suite des autres commandes qu'il reçut)
- Madonna del cardellino, gravure d'après Raphaël, 1814.

## Hommage

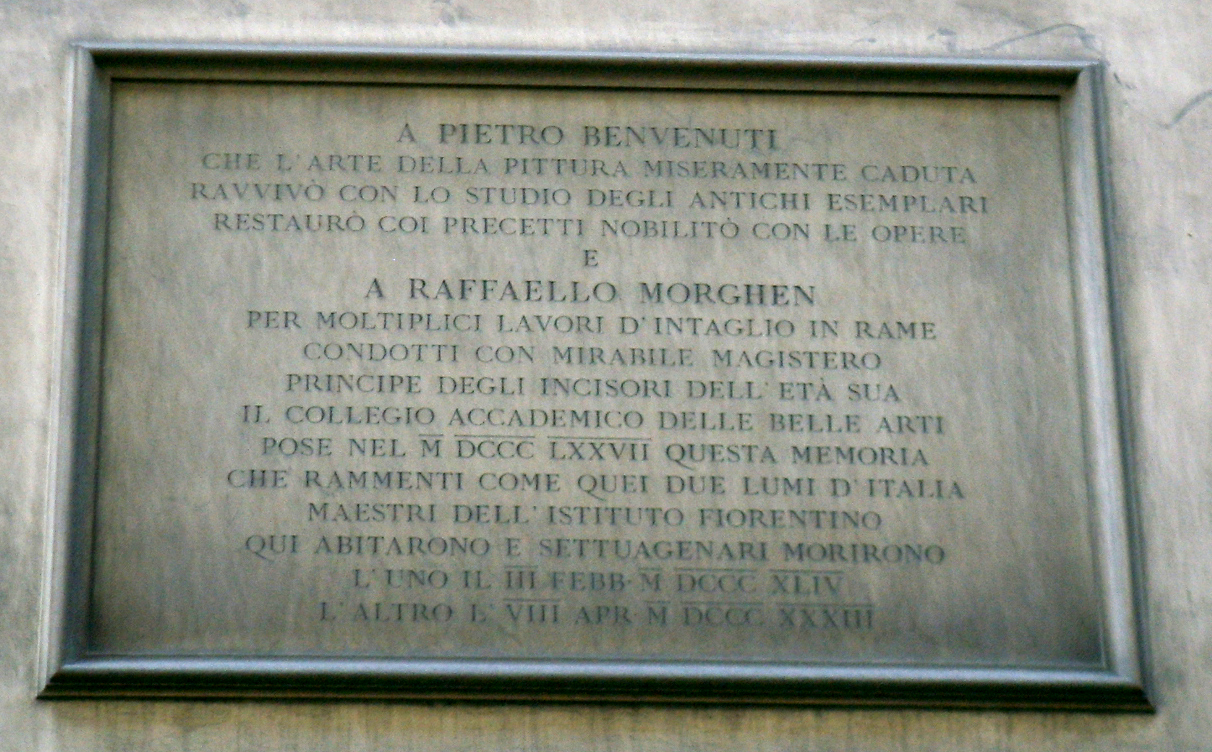
Plaque commémorative à Florence, honorant Pietro Benvenuti et Raffaello Morghen.

La ville de Florence a rendu hommage à Raffaello Morghen en fixant dans la via degli Alfani une plaque commémorative.